# ¡Qué tiempos aquellos!
¡Qué tiempos aquellos! es una película en blanco y negro de Argentina consistente en una recopilación de cortometrajes cómicos del cine estadounidense enlazados por diálogos y comentarios de los actores argentinos Tincho Zabala, Juan Laborde, Héctor Pascuali y Betty Bell.

## Intérpretes
Intervienen en el filme:
- Charles Chaplin
- Stan Laurel
- Oliver Hardy
- Harold Lloyd
- Roscoe Arbuckle
- Ben Turpin
- Slim Summerville
- Buster Keaton
- Tincho Zabala
- Juan Laborde
- Héctor Pascuali
- Betty Bell

## Comentarios
El Mundo comentó:

”Escenas de viejo cine cómico….En esas escenas de enlace de viejo carrousel cómico…aparecen Tincho Zabala, Juan Laborde, Héctor Pascuali y otras figuras de la radiotelefonía porteña, algo remisas por cierto, en darnos la risa del ayer con la técnica de hoy.”

Por su parte Manrupe y Portela escriben :

”Valiosa recopilación de algunos de los cómicos norteamericanos más importantes del cine mudo.”